# من اینجا نیستم
من اینجا نیستم (به انگلیسی: I'm Not Here) فیلمی محصول سال ۲۰۱۹ و به کارگردانی میشل شوماخر است. در این فیلم بازیگرانی همچون جی.کی. سیمونز، سباستین استن، مندی مور، ماکس گرینفیلد، ایان آرمیتیج، مایکا مونرو، جرمی مگوایر، هارولد پرینو و دیوید کوچنر ایفای نقش کرده‌اند.